# 一般計量士
一般計量士（いっぱんけいりょうし）とは、計量法に基づく、経済産業省所管の国家資格であり、質量、長さ、体積などの計量を専門とし、工場などの設備・機械の計量や計量器の点検・管理などを証明するのに必要である。毎年1回、通常は12月中旬頃に筆記試験が行われる。計量士の項も参照のこと。

## 試験科目
1. 計量に関する基礎知識
2. 計量器概論及び質量の計量
3. 計量関係法規
4. 計量管理概論